# Steven Beckwith
Steven Van Walter Beckwith (*  20. November 1951 in Madison, Wisconsin) ist ein US-amerikanischer Astronom und seit 2008 Vizepräsident der University of California für die Bereiche Forschung und Doktorandenausbildung (Vice president for Research and Graduate Studies) und zugleich Professor für Astronomie an der University of California, Berkeley.

## Leben
Beckwith studierte „Engineering Physics“ an der Cornell University und promovierte in Physik am California Institute of Technology. Nach seiner Promotion kehrte er nach Cornell zurück, wo er für beinahe 13 Jahre als Assistant Professor für Astronomie lehrte und forschte. 1982 wurde er Forschungsstipendiat der Alfred P. Sloan Foundation (Sloan Research Fellow).
Im Jahr 1991 nahm er einen Ruf als Wissenschaftliches Mitglied und Direktor an das Max-Planck-Institut für Astronomie (MPIA) in Heidelberg an, wo er bis 1998 blieb. In Heidelberg war er unter anderem für das deutsch-spanische Teleskop am Calar Alto zuständig. In einem Interview, das im Jahresbericht 2004 des MPIA erschien, übte Beckwith heftige Kritik an den Bedingungen für eine Arbeitsaufnahme in Deutschland, unter denen seine Frau zu leiden hatte:
„Selbst nachdem wir sieben Jahre hier waren, konnte sie nicht den für eine dauerhafte Beschäftigung nötigen Status erlangen. Sie hatte zwar fast die ganze Zeit eine Anstellung, zuerst bei IBM und später bei SAP, doch hin und wieder zwang die deutsche Regierung diese Firmen, ihre Stelle auszuschreiben und nach qualifizierten deutschen Staatsbürgern zu suchen, die die Arbeit machen sollten, die sie machte. (...) Im Vergleich zu mir war sie nur ein Bürger zweiter Klasse“
1998 kehrte Beckwith in die USA zurück, um Direktor des Space Telescope Science Institute (STScI) zu werden, das unter anderem für den Betrieb des Hubble-Weltraumteleskops zuständig ist. 2005 trat Beckwith von seinem Direktorenposten am STScI zurück.
Am STScI war er für die 600 Mitarbeiter, davon etwa 100 Doktoranden, und einen Etat von 25 Millionen US-Dollar jährlich verantwortlich. Am STScI setzte er sich letztlich erfolgreich für die Fortführung der Hubble-Mission ein: Die NASA beschloss 2004, das Teleskop nicht weiter zu betreiben. Aufgrund von Beckwiths Engagement gegen diesen Beschluss wurde er im Jahr 2006 revidiert.
Nachdem er als Direktor des STScI zurückgetreten war, wurde Beckwith Professor für Physik und Astronomie an der Johns Hopkins University und blieb zugleich „Distinguished Research Scientist“ am Space Telescope Science Institute. Im Jahr 2008 wurde er zum Vizepräsidenten der University of California berufen; die entsprechende Stelle wurde an der UC neu geschaffen.
Seine Forschung befasst sich vor allem mit der Evolution von Galaxien und extrasolaren Planetensystemen und der Entstehung von Galaxien im frühen Universum. Im Jahr 2004 leitete er die Forschungsgruppe, die das Hubble Ultra Deep Field erstellt hat, den tiefsten Blick ins Universum im sichtbaren Licht, der je gelungen ist. Sein Werk umfasst rund 200 wissenschaftliche Arbeiten, für die er mehrere internationale Preise gewonnen hat. Seit 2002 ist er „Auswärtiges Wissenschaftliches Mitglied“ des Max-Planck-Instituts für Astronomie, 2004 wurde er zum Mitglied der American Academy of Arts and Sciences gewählt.
Beckwith ist mit der Wissenschaftlerin Susan McCormick verheiratet; das Ehepaar hat zwei gemeinsame Kinder.

## Preise und Auszeichnungen (Auswahl)
- Citation by Science Digest: einer der 100 besten US-Wissenschaftler unter 40 Jahren (1984)
- Max-Planck-Forschungspreis (1997)
- Regents’ Lecturer, Astronomie und Physik, University of California